# Sirystes albocinereus
A Sirystes albocinereus a madarak osztályának a verébalakúak (Passeriformes) rendjébe a királygébicsfélék (Tyrannidae) családjába faj.

## Rendszerezése
A fajt Philip Lutley Sclater és Osbert Salvin írták le 1880-ban. Egyes szervezetek szerint a Sirystes sibilator alfaja Sirystes sibilator albocinereus néven.

## Előfordulása
Bolívia, Brazília, Ecuador, Kolumbia, Peru és Venezuela területén honos. Természetes élőhelyei a szubtrópusi és trópusi síkvidéki esőerdők és mocsári erdők. Állandó, nem vonuló faj.

## Természetvédelmi helyzete
Az elterjedési területe rendkívül nagy, egyedszáma ugyan csökken, de még nem éri el a kritikus szintet. A Természetvédelmi Világszövetség Vörös listáján nem fenyegetett fajként szerepel.